# Marie-Ève Lacasse

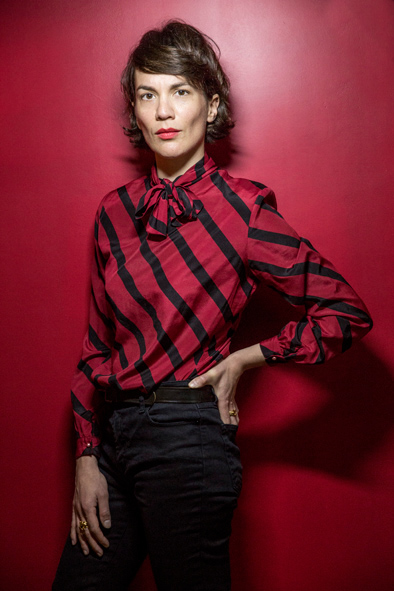
Marie-Ève Lacasse

Marie-Ève Lacasse (nascida a 24 de maio de 1982 em Hull, Quebec) é uma escritora canadiana. Ela é mais conhecida pelo seu romance de 2020, Autobiographie de l'étranger, que foi uma das obras finalistas seleccionadas para o Prémio do Governador Geral de ficção em língua francesa no Prémio do Governador Geral de 2020.